# Beauty & de Nerd
Beauty & de Nerd (oorspronkelijke titel: Beauty and the Geek) is een televisieprogramma van Eyeworks waarin een groep intelligente maar niet zo sociaal vaardige mannen (de nerds) worden gekoppeld aan een groep mooie maar niet zo slimme vrouwen (de beauty's). Beauty & de Nerd is geen datingprogramma, maar een 'sociaal experiment'. In het programma dienen de deelnemers opdrachten te doen op het gebied waar ze niet zo goed in zijn. Zo dienen de nerds opdrachten te doen als dansen, een vrouw masseren of het ontwerpen van een interieur terwijl de beauty's proberen een auto te repareren, een liedje op een cd te branden of spreken in het openbaar over een maatschappelijke kwestie.
De deelnemers wonen tijdens het programma in een groot huis en elk koppel krijgt een eigen kamer. Elke week valt een koppel af dat het huis moet verlaten; het koppel dat uiteindelijk overblijft wint een geldprijs: € 25.000,- in de Nederlandstalige versie en $ 250.000,- in de Amerikaanse versies. Het koppel dat een opdracht wint (bij de beauty-opdracht en bij de nerd-opdracht), mag een ander koppel aanwijzen dat kans maakt om het huis te moeten verlaten. Op deze manier worden per week twee koppels aangewezen die deel moeten nemen aan de eliminatieronde. In deze ronde worden vragen gesteld over de opdrachten van die week. Het koppel dat de minste vragen goed heeft, moet het huis verlaten.
Het programma komt uit Amerika waar het werd uitgezonden op The WB Television Network. Het concept bleek een groot succes en er volgden versies in Groot-Brittannië, Australië, Denemarken, Italië, Portugal, Estland en een Nederlandstalige versie met deelnemers uit Nederland en Vlaanderen. De Nederlandstalige versie heeft als officiële naam Beauty & de Nerd, de Engelse versie heet Beauty and the Geek.

## Nederlandse/Vlaamse versie

### Seizoen 1
De Nederlandstalige versie van het programma werd in het najaar van 2006 uitgezonden op VTM en RTL 5. De presentatie was in handen van de Vlaamse Mathias Coppens en Nederlandse Renate Verbaan. Het koppel Rachael en Erik wonnen het programma uiteindelijk en mochten, naast de geldprijs, ook op vakantie naar de Maldiven.

#### Deelnemers
Hieronder volgt een overzicht van de deelnemers aan de Nederlandstalige versie van seizoen 1 (per koppel):
| Beauty   | Nerd       |
| -------- | ---------- |
| Daniella | Jeroen     |
| Debby    | Arjan      |
| Deborah  | Ivo        |
| Fanny    | Christophe |
| Jessica  | Peter      |
| Marcia   | Pieter     |
| Rachael  | Erik       |
| Ramona   | Anton      |
| Sabine   | Ture       |

#### Opdrachten
| Aflevering | Opdracht voor beauty's                   | Opdracht voor nerds                           | Koppel dat het huis moest verlaten | Winnaar beauty-opdracht | Winnaar nerd-opdracht |
| ---------- | ---------------------------------------- | --------------------------------------------- | ---------------------------------- | ----------------------- | --------------------- |
| 1          | Quiz basiskennis                         | Dansen                                        | Jessica & Peter                    | Ramona                  | Pieter                |
| 2          | Band verwisselen van een auto            | Beauty's masseren                             | Deborah & Ivo                      | Rachael                 | Ture                  |
| 3          | Kajakken                                 | Kleding kopen voor beauty's                   | Marcia & Pieter                    | Ramona                  | Christophe            |
| 4          | Voorwerpen verzamelen in Franstalig dorp | Geflambeerde pannenkoek met vruchten bereiden | Debby & Arjan                      | Rachael                 | Jeroen                |
| 5          | Computerbureau in elkaar zetten          | Sexy coverfoto maken van partner              | Sabine & Ture                      | Rachael                 | Anton                 |
| 6          | De nerds restylen                        | Een romantisch duet zingen                    | Ramona & Anton                     | Rachael                 | Jeroen                |
| 7          | Survivallen in de Ardennen               | Survivallen in de Ardennen                    | Danielle & Jeroen                  | Rachael & Erik          | Rachael & Erik        |
| 8          | Quiz "Hoe goed ken je je partner"        | Quiz "Hoe goed ken je je partner"             | Fanny & Christophe                 | Rachael & Erik          | Rachael & Erik        |

### Seizoen 2
Het tweede seizoen van Beauty & de Nerd werd uitgezonden op VTM en RTL 5 in september 2007. De presentatie was in handen van de Vlaamse Mathias Coppens en de Nederlandse Bridget Maasland. Het tweede seizoen werd gewonnen door Selène & Jeroen.

#### Deelnemers
Hieronder volgt een overzicht van de deelnemers aan de Nederlandstalige versie van seizoen 2 (per koppel):
| Beauty       | Nerd    |
| ------------ | ------- |
| Drew         | Tijmen  |
| Debby        | Richard |
| Dieuwke      | Jelle   |
| Cat          | Andy    |
| Goldie       | Bram    |
| Marie-Claire | Maarten |
| Rianne       | Pieter  |
| Selène       | Jeroen  |
| Melissa      | Jules   |
| Bianca*      |         |

* Bianca verliet in aflevering één voor 1000 euro het spel, ze was gekoppeld aan nerd Jules en werd vervangen door Melissa.

#### Opdrachten
| Aflevering | Opdracht voor beauty's            | Opdracht voor nerds               | Koppel dat het huis moest verlaten | Winnaar beauty-opdracht | Winnaar nerd-opdracht |
| ---------- | --------------------------------- | --------------------------------- | ---------------------------------- | ----------------------- | --------------------- |
| 1          | Quiz basiskennis                  | Krachtproef                       | Bianca                             | Selène                  | Maarten               |
| 2          | Hindernissenparcours              | Tekenproef                        | Rianne & Pieter                    | Marie-Claire            | Bram                  |
| 3          | Televisieproef                    | Make-upproef                      | Goldie & Bram                      | Selène                  | Richard               |
| 4          | Fotoshoot                         | Lingerieproef                     | Marie-Claire & Maarten             | Melissa                 | Jules                 |
| 5          | Kaartlezen                        | Sexy beachboy                     | Cathelyne & Andy                   | Selène                  | Tijmen                |
| 6          | Strippoker                        | Stand-upcomedy                    | Melissa & Jules                    | Selène                  | Richard               |
| 7          | Je nerd restylen                  | Speeddateopdracht                 | Drew & Tijmen                      | Dieuwke                 | Jeroen                |
| 8          | Plattelandsproef                  | Plattelandsproef                  | Debby & Richard                    | Selène & Jeroen         | Selène & Jeroen       |
| 9          | Quiz "Hoe goed ken je je partner" | Quiz "Hoe goed ken je je partner" | Dieuwke en Jelle                   | Selène & Jeroen         | Selène & Jeroen       |

### Seizoen 3
Van eind november tot midden december werd het derde seizoen van Beauty & de Nerd opgenomen in Thailand.
In Vlaanderen is de reeks op 9 februari van start gegaan op VTM. In Nederland werd de reeks vanaf 30 maart 2009 uitgezonden op RTL 5. Het derde seizoen werd gewonnen door Sanne en Bart.

#### Deelnemers
Hieronder volgt een overzicht van de deelnemers aan de Nederlandstalige versie van seizoen 3 (per koppel):
| Beauty    | Nerd    |
| --------- | ------- |
| Sanne     | Gijs    |
| Priscilla | Ruud    |
| Samantha  | Stefan  |
| Desiree   | Corneel |
| Angelique | Jorn    |
| Fabienne  | Bart    |
| Olya      | Mark    |
| Alicia    | Nico    |
| Dani      | Greet   |

Vanaf aflevering 6 zijn de koppels anders ingedeeld: vanaf dan moet Fabienne samenwerken met nerd Gijs en beauty Sanne met nerd Bart.

#### Opdrachten
| Aflevering | Opdracht voor beauty's                                          | Opdracht voor nerds                                             | Koppel dat het huis moest verlaten | Andere koppel dat eliminatie overleefden | Winnaar beauty-opdracht       | Winnaar nerd-opdracht         |
| ---------- | --------------------------------------------------------------- | --------------------------------------------------------------- | ---------------------------------- | ---------------------------------------- | ----------------------------- | ----------------------------- |
| 1          | Geen opdrachten of eliminatie                                   | Geen opdrachten of eliminatie                                   | Geen opdrachten of eliminatie      | Geen opdrachten of eliminatie            | Geen opdrachten of eliminatie | Geen opdrachten of eliminatie |
| 2          | Inkopen doen in het Thais                                       | Groene Kipcurry koken                                           | Olya & Mark                        | Fabienne & Bart                          | Dani & Greet                  | Dani & Greet                  |
| 3          | Kennis menselijk lichaam                                        | Romantische date organiseren                                    | Dani & Greet                       | Angelique & Jorn                         | Desiree & Corneel             | Fabienne & Bart               |
| 4          | Flessen beschieten                                              | Thaïse massage                                                  | Alicia & Nico                      | Angelique & Jorn                         | Fabienne & Bart               | Sanne & Gijs                  |
| 5          | Algemene kennisquiz                                             | Thai boks                                                       | Wisseling*                         | Wisseling*                               | Angelique & Jorn              | Samantha & Stefan             |
| 6          | /                                                               | Sudoku oplossen                                                 | Samantha & Stefan                  | Sanne & Bart                             |                               | Angelique & Jorn              |
| 7          | Thaise motor starten                                            | Spullen verkopen in Thailand                                    | Angelique & Jorn                   | Desiree & Corneel                        | Fabienne & Gijs               | Sanne & Bart                  |
| 8          | Nerd restylen                                                   | /                                                               | Priscilla & Ruud                   | /*                                       | Fabienne & Gijs               | Fabienne & Gijs               |
| 9          | Ruilhandel, Kaartlezen, Bungeejumpen & Thaise namen opschrijven | Ruilhandel, Kaartlezen, Bungeejumpen & Thaise namen opschrijven |                                    |                                          | Sanne & Bart                  | Sanne & Bart                  |

In aflevering 9 moesten de koppels eerst een ruilhandel doen. Fabiënne en Gijs wonnen deze opdracht. De andere twee koppels moesten verdergaan. De beauty's moesten kaartlezen, om zo de locatie van twee opdrachten te kunnen vinden: bungeejumpen en 10 Thaise namen opschrijven. Deze opdracht werd door Sanne en Bart gewonnen. In de finale-quiz wonnen Sanne en Bart. * In aflevering 5 hoefde er geen koppel naar huis. In plaats daarvan moesten de koppels Fabienne & Bart, en Sanne & Gijs van partner wisselen. *In aflevering 8 moest het koppel met de minste punten Thailand verlaten

## Naam van het programma
De naam van het programma verschilt per land; hieronder volgt een overzicht van de namen waaronder het programma bekendstaat:
- Amerika: Beauty and the Geek
- Estland: Kaunitar ja geenius ("De schoonheid en het genie")
- Groot-Brittannië: Beauty and the Geek
- Italië: La pupa e il secchione ("De pop en de nerd")
- Noorwegen: Prinsessen og Professoren ("De prinses en de professor")
- Duitsland/Oostenrijk/Duitstalig Zwitserland (via RTL Television): Das Model und der Freak

## Trivia
- De herkenningstune van het programma is "Opportunities (Let's Make Lots of Money)" van de Pet Shop Boys uit 1985. Naast Vlaanderen en Nederland werd ook in onder andere de Verenigde Staten en het Verenigd Koninkrijk dit nummer gebruikt.
- Voor het derde seizoen werd een remix van dit nummer gebruikt, om het Thais te doen klinken.
- Selène (seizoen 2) was gastspeelster in De Gouden Kooi. Jeroen is daar een avond op visite geweest.
- Fanny (seizoen 1) is het model van de 538 Dance Smash-cd voor 2008.
- Priscilla (seizoen 3) was al eerder te zien in het RTL 5-programma Deal or No Deal.
- Desiree (seizoen 3) was te zien in een week van het VT4-programma Komen Eten.
- Priscilla (seizoen 3) & Daniella (seizoen 1) zijn te zien in seizoen 2 van Echte meisjes.

## Noot
1. ↑  Bridget Maasland kaapt programma bij Renate Verbaan weg, Zappen.blog.nl, 26 juli 2007.